# Giant Springs

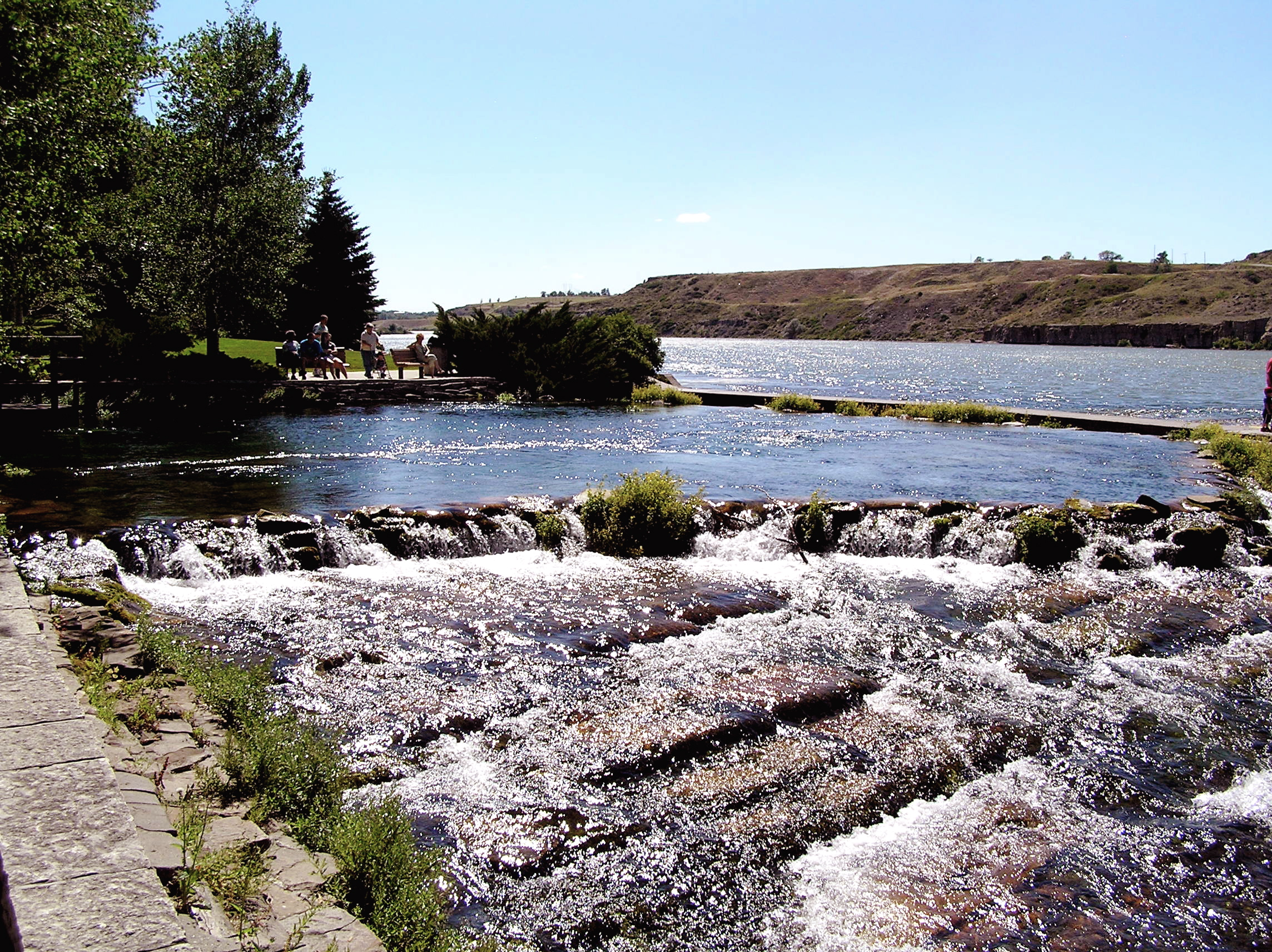
Giant Springs

Giant Springs är en första magnituds vattenkälla som ligger nära Great Falls, Montana och den är huvudattraktionen i Giant Springs State Park. Dess vatten som har en konstant temperatur på 12 ° C härstammar från snösmältningen i Little Belt Mountains, 97 km bort. Enligt klorfluorkarbon datering, tar det 26 år att för vattnet att förflytta sig från bergen
Giant Springs har bildats genom en öppning i en del av Madison akvifern, en stor akvifer som ligger under 5 amerikanska delstater och 3 Kanadensiska provinser.Vattnet leds mellan bergen och källan av det geologiska skikt som finns i delar av nordvästra USA och som kallas Madison Limestone. Även om en del av det underjordiska vattnet från Little Belt Mountains flödar ut för att bilda Giant Springs, stannar en del under jord och fortsätter flöda, tillsammans med strömmar från Black Hills, Big Horn Mountains och andra området. Akvifern når ytan i Kanada. 

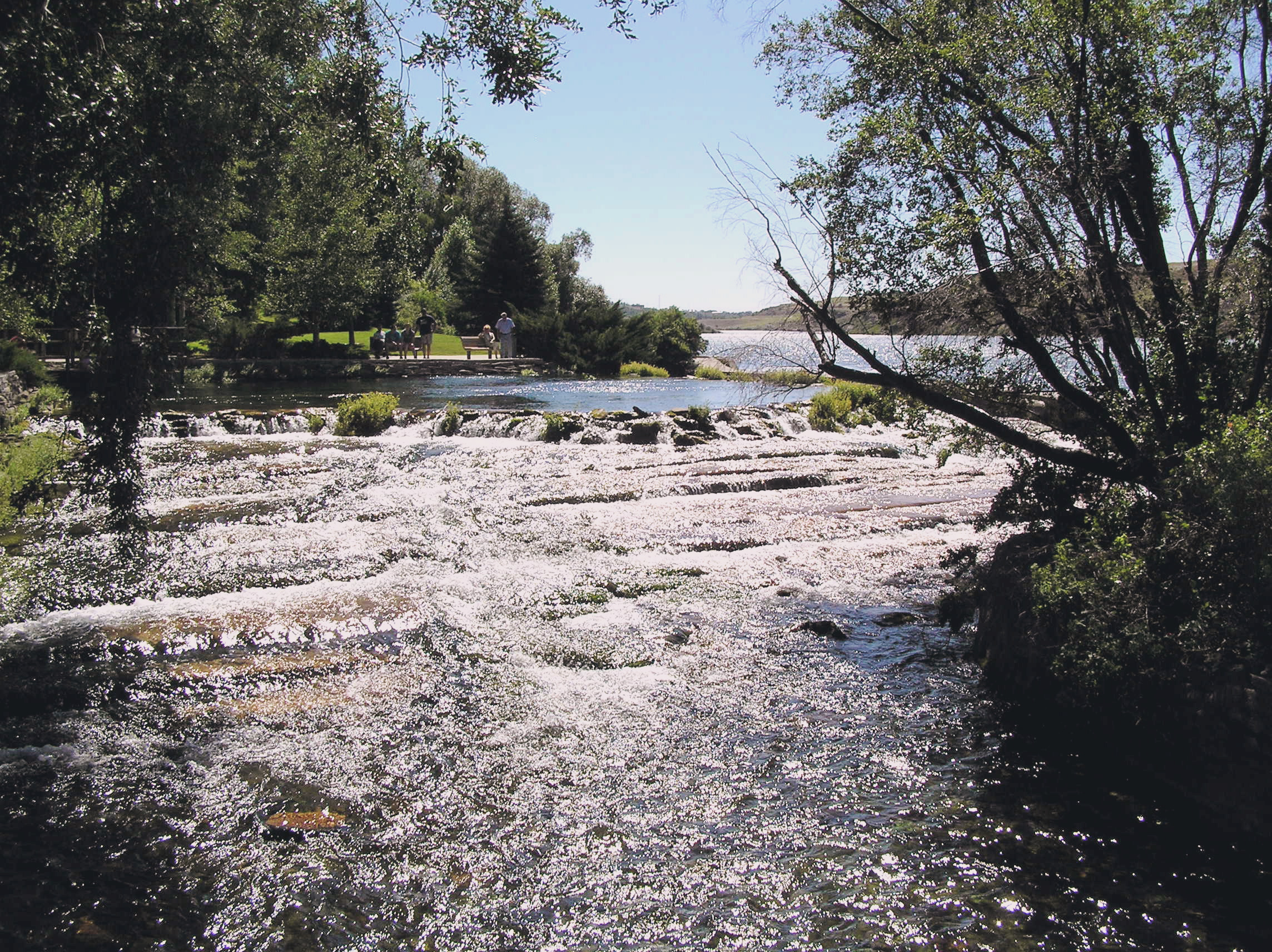
Roe River rinner iväg från Giant Springs

Källan ligger på en höjd 1.010 meter över havet. Utflödet från den är ca 6,9 kubikmeter vatten i sekunden eller omkring 25 miljoner liter vatten i timmen, Den har en diameter på ca 65 meter. Det betyder att den är klassificerad i den högsta klassen när det gäller källor (det kräver ett utflöde på mer än 2.800 liter i sekunden).
Källan beskrevs första gången under Lewis och Clarks expedition 1805 då man bland annat kartlade de landområden USA köpt av Frankrike i samband med Louisianaköpet 1803. Innan dess hade svartfotsindianerna utnyttjat källan då dess vatten var lättåtkomligt på vintern. Källan ignorerades till största delen av nybyggarna fram till 1884 då staden Great Falls bildades och källan blev platsen för söndagsutflykter och rekreation. I mitten av 1970-talet blev källan och en del av omgivningarna en delstatspark (Montana State Park). På 1980-talet döptes den om till Giant Springs Heritage State Park.

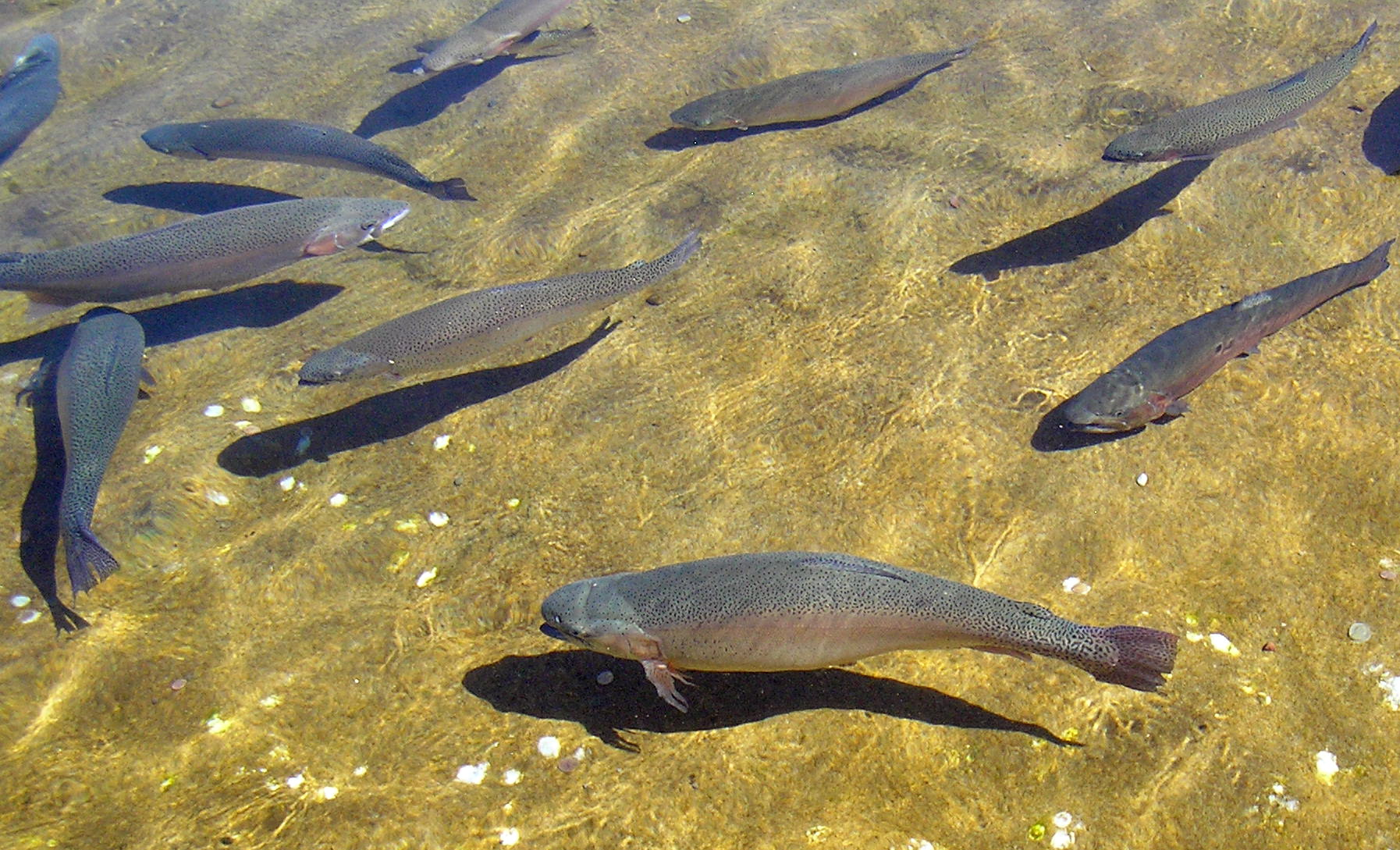
Regnbågsöring i en visningsdamm vid Giant Springs Trout Hatchery

Idag tappas en del av källvattnet och säljs på flaska, en del av används till fiskuppfödning vid Giant Springs Trout Hatchery och Roe River för resten av vattnet till Missourifloden. Roe River hade fram till 2006, då kategorin blev avskaffad, rekordet som värdens kortaste flod (61 meter) i Guinness Rekordbok. Giant Springs Heritage State Park är den mest besökta parken i Montana.